# Zivilcourage

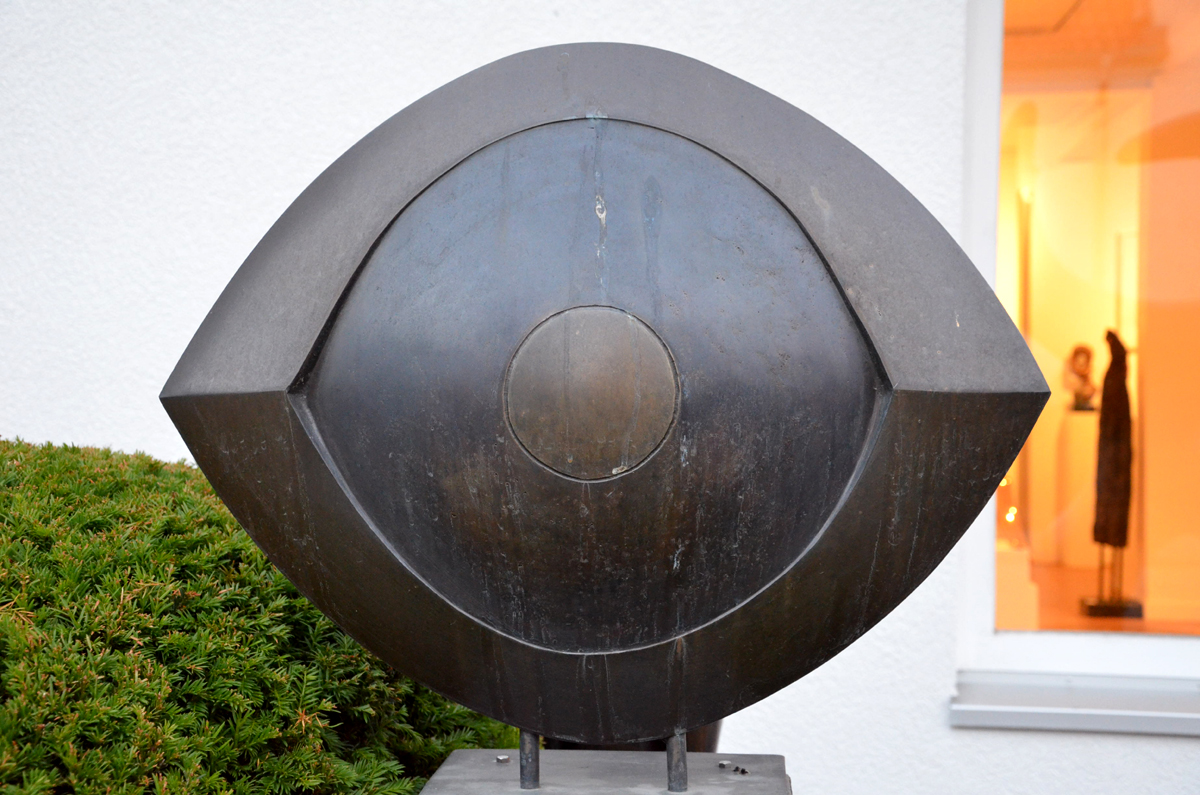
Die Stadt Laatzen vergibt während ihres jährlichen Neujahrsempfangs einen oder mehrere Preise für Zivilcourage. Als Modell für den zu vergebenden Preis diente die 2006 nach einer Ausschreibung durch den Kunstkreis Laatzen entstandene Skulptur Auge des Bildhauers Wolfgang Mehl. Das Auge steht symbolisch für die Forderung „Schaut nicht weg …“

Bei der Zivilcourage, wörtlich Bürgermut (aus zivil (lateinisch civilis, 1. bürgerlich – nicht militärisch, 2. anständig, annehmbar) und courage (französisch „Mut“)), handelt es sich um einen „Alltagsmut“, wie er nahezu täglich in verschiedenen Formen und Situationen jedem Menschen abverlangt wird. Zivilcourage beinhaltet die Bereitschaft und Fähigkeit, die eigene Sicherheit und Bequemlichkeit in einer unangenehmen oder auch bedrohlichen Situation zurückzustellen, um sich für eine als gerecht erachtete Sache einzusetzen und entsprechend aktiv zu werden.

## Begriff
Der Begriff ‚Zivilcourage’ (englisch „moral courage“), der im Alltagsleben jeder Gesellschaft von Bedeutung ist, steht im Kontrast zum ‚militärischen Mut des Soldaten’ in Kampfsituationen des Krieges. In dieser Verwendung und diesem Vergleich benutzte ihn 1864 der deutsche Kanzler Otto von Bismarck, als er einem Verwandten vorwarf, ihn in einer Debatte des Preußischen Landtags nicht unterstützt zu haben. Er wird mit den Worten zitiert:

„Mut auf dem Schlachtfelde ist bei uns Gemeingut, aber Sie werden nicht selten finden, daß es ganz achtbaren Leuten an Zivilcourage fehlt.“

In Frankreich  etablierte sich der zu den „Bürgertugenden“ gezählte Begriff seit 1835 (Le Gall 1898) als „courage civil“ in der Bedeutung „Mut des Einzelnen zum eigenen Urteil“ beziehungsweise als „courage civique“ im Sinne von „staatsbürgerlicher Mut“.
Im Gegensatz zum militärischen Mut in Kriegssituationen kennzeichnet die Zivilcourage eine Persönlichkeit, die bereit ist, sich in ihrem alltäglichen bürgerlichen Umfeld für die Durchsetzung von Gerechtigkeit und sozialen Normen einzusetzen, auch wenn dies unangenehm oder sogar für die eigene Unversehrtheit problematisch werden könnte. Es handelt sich um ein sozialethisches Verhalten aufgrund von Wertüberzeugungen, das am eindrucksvollsten sichtbar wird, wenn die Integrität einer anderen Person, die Menschenwürde oder Menschenrechte bedroht werden und ein entsprechender Eingriff durch einen mutigen Mitmenschen  notwendig wird.
Der Begriff Zivilcourage verfällt in der Medienlandschaft und in politischen Reden bisweilen der Gefahr einer ungerechtfertigten Glorifizierung oder Heroisierung. Zivilcourage ist jedoch zunächst nur als ein neutraler Begriff und als eine formale Tugend fassbar. Sie hat eine handlungsmotivierende Wirkung. Die Aktivierung der persönlichen Mutpotenziale wird jedoch in der Lebensrealität in aller Regel aus dem individuellen Werthorizont heraus entschieden. Der Begriff findet entsprechend ebenso für konstruktive wie destruktive Aktionen seine Nutzer. Zivilcourage kann sich in Hilfsbereitschaft und Fürsorge, aber auch in Besserwisserei und Geltungssucht, als Verteidigung von legitimen Rechten und Schutz vor Unrecht und Gefahr, aber auch als Regelverachtung und Respektlosigkeit äußern. Die jeweilige Ausrichtung wird von der individuellen Motivationslage und der ethischen Basis des Einzelnen bestimmt.

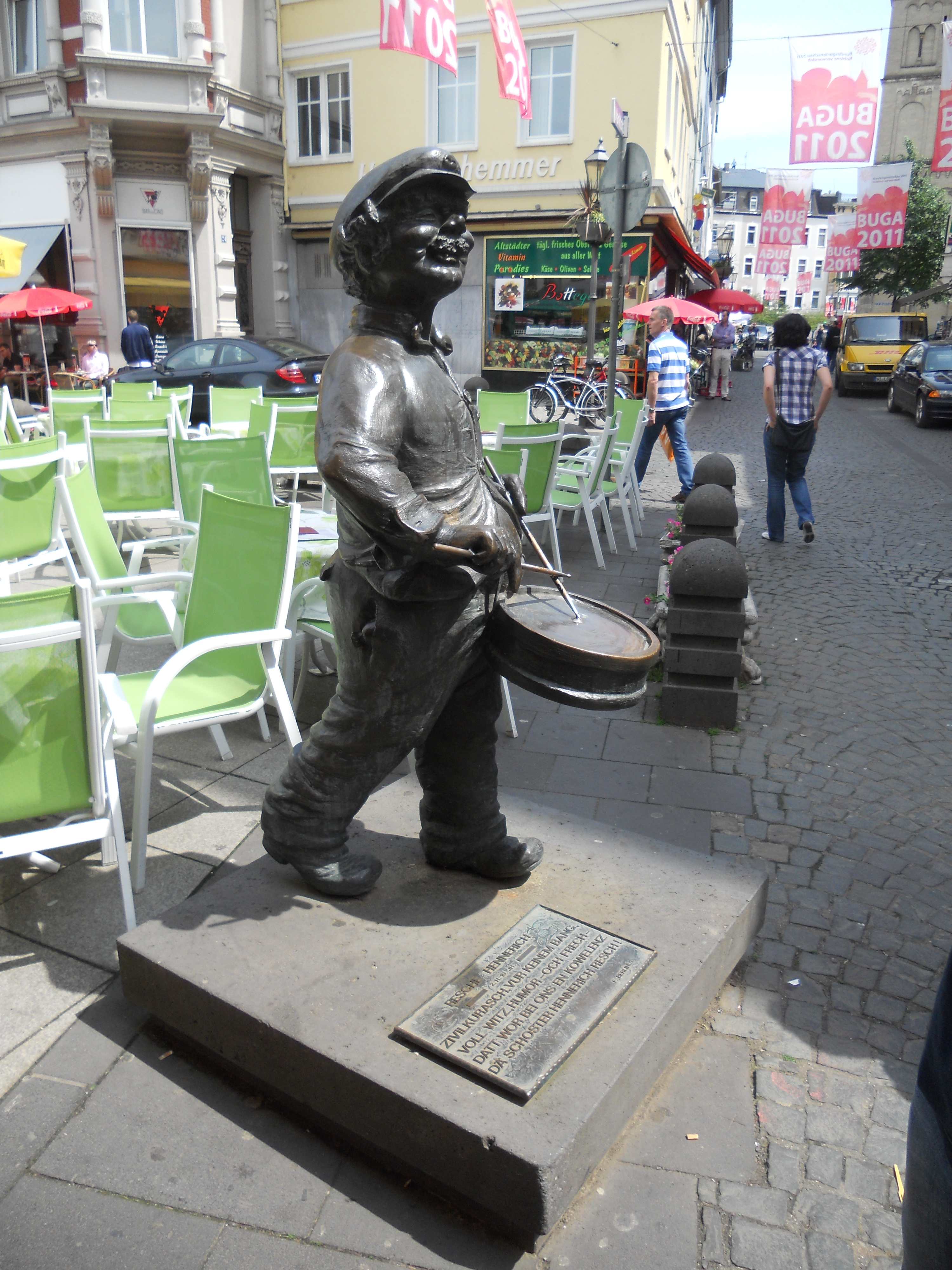
Zivilkurasch, Denkmal für Resche Hennerich in Koblenz

Dem Politikwissenschaftler Gerd Meyer von der Eberhard Karls Universität Tübingen zufolge ist „Zivilcourage“ (oder gleichbedeutend sozialer Mut) ein bestimmter Typus sozial verantwortlichen Handelns, keine Eigenschaft einer Person. Zivilcouragiertes Handeln geschieht in Situationen, in denen zentrale Wertüberzeugungen und soziale Normen (z. B. Menschenwürde, Menschenrechte, Gerechtigkeit, friedlicher Konfliktaustrag unter Bürgern) oder die physische oder psychische Integrität einer Person verletzt werden. Zivilcouragiert handelt, wer bereit ist, trotz drohender Nachteile für die eigene Person, als Einzelner – seltener als Mitglied einer Gruppe – einzutreten für die Wahrung humaner und moralischer Werte, für die Integrität und die legitimen, kollektiven, primär nicht-materiellen Interessen vor allem anderer Personen, aber auch des Handelnden selbst.
Zivilcourage wird oft mit Hilfe gleichgesetzt. Hilfe ist zwar meist mit Zivilcourage verbunden, aber nicht notwendig umgekehrt. Vier zentrale Merkmale unterscheiden Zivilcourage von Hilfe, Altruismus oder Solidarität, von Mut oder Tapferkeit:
1. Es gibt einen Konflikt zwischen denen, die die oben genannten Werte und Normen verletzen, und denen, die sich für ihre Bewahrung einsetzen.
2. Es gibt häufig nicht bestimmbare Risiken, das heißt, der Erfolg zivilcouragierten Handelns ist meist unsicher, und der Handelnde ist bereit, Nachteile in Kauf zu nehmen.
3. Zivilcouragiertes Handeln ist öffentlich, d. h. in der Regel sind mehr als zwei Personen anwesend.
4. Es gibt ein reales oder subjektiv wahrgenommenes Machtungleichgewicht zuungunsten dessen, der mutig handeln will, etwa weil er sich in einer Minderheits-/Mehrheitssituation in Gruppen oder in einem Verhältnis der Über-/Unterordnung bzw. einer Abhängigkeit befindet (die oft mit Anpassungsdruck verbunden sind).

Gerd Meyer unterscheidet drei Arten des Handelns mit Zivilcourage, die auch von der Bundeszentrale für politische Bildung zitiert werden:
1. Eingreifen (versus Nicht-Eingreifen) zugunsten anderer, meist in unvorhergesehenen Situationen, in denen man schnell entscheiden muss, was man tut.
2. Sich-Einsetzen (versus Sich-nicht-Einsetzen); in der Regel ohne akuten Handlungsdruck, z. B. für allgemeine Werte, das Recht oder die legitimen Interessen anderer oder der Allgemeinheit, vor allem in organisierten Kontexten und Institutionen, wie z. B. in der Schule oder am Arbeitsplatz.
3. Sich-Wehren, (versus Sich-nicht-Wehren) z. B. gegen körperliche Angriffe, Mobbing oder Ungerechtigkeit; zu sich und seinen Überzeugungen stehen, standhalten, sich behaupten; widerstehen, nein sagen, „aus guten Gründen“ den Gehorsam verweigern.[6] Dies erfordert Mut, da derjenige, der Zivilcourage zeigt, möglicherweise mit Sanktionen durch Autoritäten, Vertreter der herrschenden Meinung oder sein soziales Umfeld (z. B. einer Gruppenmehrheit) zu rechnen hat. Als zivilcouragiert gelten auch Whistleblower, die illegale Handlungen oder sozialethisches Fehlverhalten zum Schaden der Allgemeinheit innerhalb von Institutionen, insbesondere Unternehmen und Verwaltungen, aufdecken.

Dabei sind gewaltfreie Formen von Zivilcourage generell vorzuziehen. Sind jedoch alle Möglichkeiten einer gewaltfreien Konfliktlösung ausgeschöpft, dann ist es möglich, sich gegebenenfalls auf Notwehr zu berufen. Dies ist insbesondere bei reaktiver bzw. defensiver Anwendung von Gewalt der Fall, durch welche die körperliche oder seelische Integrität der betreffenden Person oder angegriffener Personen geschützt werden soll. Angesichts einer generell zunehmenden Gewaltbereitschaft einiger Bevölkerungsgruppen ist es jedoch gesellschaftlich relevant sich darüber auszutauschen, ob zivilcouragiertes Handeln auch Gewalt beinhalten darf und wenn ja, unter welchen Voraussetzungen.

## Untersuchungen und Analysen
Wissenschaftlich untersucht wurde das Phänomen aus den Perspektiven verschiedener Fachrichtungen – im deutschsprachigen Raum und aus sozialpsychologischer Perspektive u. a. von der Arbeitsgruppe um Dieter Frey (München), von Peter Fischer und Tobias Greitemeyer sowie von Veronika Brandstätter (Zürich) und Kai J. Jonas (Amsterdam), aus politisch-psychologischer Perspektive, zuletzt interdisziplinär zum Thema Mut und Zivilcourage im gewaltfreien Alltag von Gerd Meyer (Tübingen). Darüber hinaus untersuchten es in anderen Fachbereichen Peter Grottian, Bernd Kollek (Gewalt im ÖPNV), Gunnar Heinsohn (über den Bystander-Effekt aus soziologischer Perspektive) sowie Pearl und Samuel Oliner und David Rosenhan (über nichtjüdische Judenretter) und Kurt Singer (an der Schule).
Als Sonderfall der politischen Zivilcourage kann individuelles Verhalten gelten, wenn es ein Gegenmodell zum Machterhalt durch die Parteidisziplin darstellt, wie John F. Kennedy in seinem Profiles in Courage (1956) am Beispiel des politischen Verhaltens von acht Senatoren exemplarisch zeigte.
Eine repräsentative Umfrage in Deutschland im Jahr 2020 zeigt, wie die Bürgerinnen und Bürger glauben, dass verschiedene Bildungskontexte zu mehr Zivilcourage beitragen. Positive Kontexte – geordnet von der größten bis zur geringsten Bedeutung – sind (1) Zu Hause und/oder von der Familie, (2) Durch Freiwilligenarbeit, (3) In Sportorganisationen, (4) In außerschulischen Aktivitäten, (5) In der Schule, (6) In professionellen Organisationen, (7) Von Freunden, (8) In Jugendbewegungen. Negative Kontexte sind (9) Aus dem Fernsehen, (10) Aus sozialen Medien, (11) Aus dem Internet.

## Bedeutung
Zivilcourage als ethisches Bewusstsein und Handlungsstärke bei sich auszubilden ist sowohl für den einzelnen Menschen und seine Lebensqualität als auch für das soziale Gefüge, in dem er sich bewegt, von großer Bedeutung. Sie kann sich schon in einer einzelnen Aktion bei der Bewältigung einer aktuellen Krisensituation bewähren, in der Übersicht, Selbstlosigkeit und Standfestigkeit gefragt sind. Um charakterbildend zu werden, muss sie jedoch zu einer dauerhaften Haltung der Persönlichkeit heranreifen, aus der heraus bei Bedarf immer wieder couragiertes Handeln abgerufen werden kann. Dies setzt einen langen Lernprozess, eine bereits möglichst früh einsetzende Wagniserziehung und zahlreiche Mutproben auf unterschiedlichen Gebieten voraus, in denen sich ein erprobtes, begründetes Selbstbewusstsein herausbilden kann, das Zivilcourage trägt und für den Einzelnen wie für die Gesellschaft von Nutzen und Bedeutung ist:

„„Erst wenn Mut, Zivilcourage, Wagnisbereitschaft zu einer Art praktizierter Lebensphilosophie werden, wenn sie sich zu Charaktertugenden entwickeln, kann Wagen eine bedeutende wertbildende Wirksamkeit entfalten und zu einer wesentlichen Erhöhung der Lebensqualität beitragen.““

Die mit der Fähigkeit zur Zivilcourage verbundene Charakterstärke erweist sich in der Praxis darin, dass der Couragierte bereit sein muss, gegebenenfalls auch für den Einsatz persönliche Nachteile erleiden, schmerzliche Opfer erbringen zu müssen. Der Couragierte vertritt die Durchsetzung sozialer Werte und Normen, die ihm für sein eigenes Leben, für das Wohl eines anderen beziehungsweise für die Allgemeinheit von Bedeutung sind. Hierzu kann beispielsweise das mutige Auftreten gegen eine populäre, aber nicht allgemein geteilte Meinung, das Eintreten für die Rechte eines Schwächeren oder das Verteidigen ethischer Forderungen gehören. Auch das Aufbegehren gegen staatliche Willkür, was für den Einzelnen empfindliche Konsequenzen haben kann, die Bereitschaft, im familiären oder beruflichen Umfeld sein legitimes Recht einzufordern, die Kraft, sich gegen Zumutungen zur Wehr zu setzen und Widerstand zu leisten, für eine als gerecht empfundene Sache tatkräftig einzutreten, wird gemeinhin unter den Begriff gefasst.

Der renommierte theoretischer Physiker und Wissenschaftler Albert Einstein nahm zudem mit folgendem Zitat Stellung zum Thema Zivilcourage:
„Die Welt wird nicht bedroht von den Menschen, die böse sind, sondern von denen, die das Böse zulassen.“ — Albert Einstein (1879–1955), 

## Preise für Zivilcourage
- Beobachter Prix Courage (Schweiz): Jedes Jahr verleiht der Schweizerische Beobachter den Prix Courage an inspirierende Menschen, die durch unerschrockenes Handeln und mutige Taten beeindrucken.[11]
- Couragepreis der Stadt Laatzen.[12]
- Dachau-Preis für Zivilcourage
- Estrongo Nachama Preis für Zivilcourage und Toleranz
- Fritz-Greinecker-Preis für Zivilcourage
- Georg-Leber-Preis für Zivilcourage der IG Bauen-Agrar-Umwelt.
- Hessische Medaille für Zivilcourage
- Ian-Karan-Preis für Zivilcourage des Polizeivereins Hamburg e. V.
- Mutig-Preis
- Paul-Spiegel-Preis für Zivilcourage
- Preis für Zivilcourage der Solbach-Freise-Stiftung
- Ute-Bock-Preis für Zivilcourage
- XY-Preis für Zivilcourage
- Preis für Zivilcourage gegen Antisemitismus, Rechtsradikalismus und Rassismus des Förderkreises Denkmal für die ermordeten Juden Europas

## Sonstiges

„weggeschaut. ignoriert. gekniffen“, ein Aufruf zur Zivilcourage der ProPK (vgl. Drei Affen)

Die Polizeiliche Kriminalprävention der Länder und des Bundes (ProPK) hat „Eine Initiative der Polizei für mehr Zivilcourage“ ins Leben gerufen. Sie nennt dabei „Sechs Regeln für den Ernstfall“:
1. Acht geben: Hilf, aber bring dich nicht in Gefahr[13]
2. Polizei rufen: Ruf die Polizei unter 110
3. Hilfe holen: Bitte andere um Mithilfe
4. Detail erkennen: Präg dir Tätermerkmale ein
5. Mithelfen: Kümmer Dich um Opfer
6. Mund aufmachen: Sag als Zeuge aus

Andere Anlässe von Zivilcourage können sein:
- als Whistleblower einen Missstand anderen mitzuteilen. Dies kann die Gefahr implizieren, als Absender der Information (z. B. Brief) identifiziert zu werden.
- als Journalist einen Missstand öffentlich zu machen.
- als Politiker auf Reformen zu drängen, die als kontrovers gelten.
- die Teilnahme an einer Demonstration oder einem Streik.
- als ehemaliges Opfer auf Missstände aufmerksam machen, wie z. B. bei sexuellem Missbrauch in der Kirche
- als ehemaliges Mitglied, z. B. von Sekten, auf Praktiken wie Gehirnwäsche aufmerksam machen